# دیوید دپتریس
دیوید دپتریس (انگلیسی: David Depetris؛ زادهٔ ۱۱ نوامبر ۱۹۸۸) بازیکن فوتبال اهل آرژانتین است.
از باشگاه‌هایی که در آن بازی کرده‌است می‌توان به باشگاه ورزشی آ اس ترنچین، باشگاه فوتبال اسپارتاک ترناوا، باشگاه فوتبال چای‌کار ریزه‌اسپور، باشگاه فوتبال ملادا بولسلاف، و باشگاه فوتبال سیگما اولوموتس اشاره کرد.
وی همچنین در تیم ملی فوتبال اسلواکی بازی کرده‌است.